# Đurđevi Stupovi (Berane)

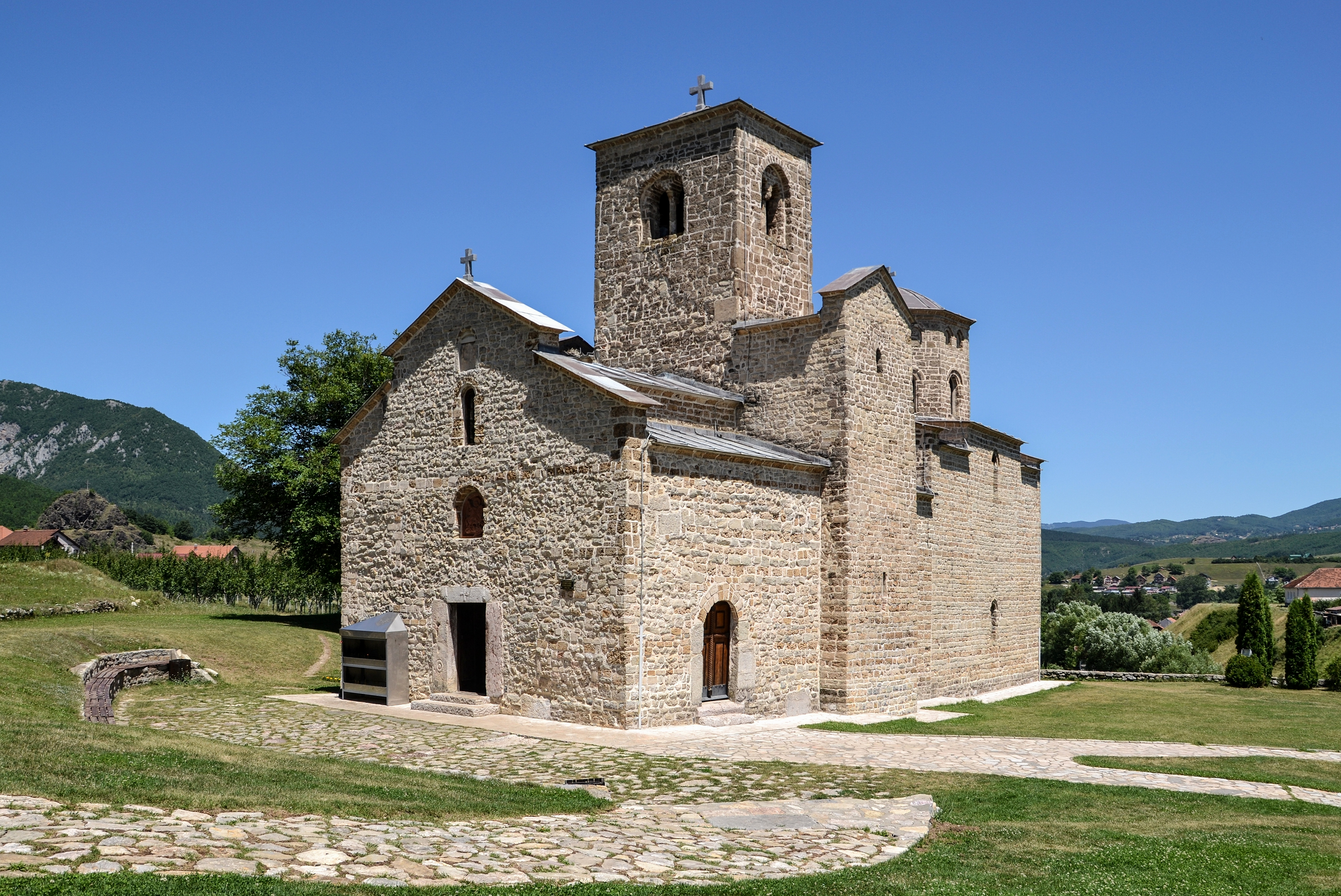
Kloster bei Berane

Đurđevi Stupovi (serbisch-kyrillisch Ђурђеви Ступови) ist ein serbisch-orthodoxes Kloster  nahe der Stadt Berane in Montenegro. Verwechslungsgefahr besteht mit dem gleichnamigen, aber in Serbien stehenden Kloster Đurđevi Stupovi bei Novi Pazar. Das Kloster ist das Zentrum der serbischen Orthodoxie in Montenegro. Es wurde 1213 von Stefan Prvoslav, Sohn des Tihomir und Neffe von Stefan Nemanja, gegründet.